# گلامس
گلامس (به انگلیسی: Glamis) یک روستا در بریتانیا است که در آنگوس واقع شده‌است.